# Lucius Burckhardt
Lucius Burckhardt (* 12. März 1925 in Davos; † 26. August 2003 in Basel) war ein Schweizer Soziologe und Nationalökonom. Er gilt als Begründer der Promenadologie.

## Leben

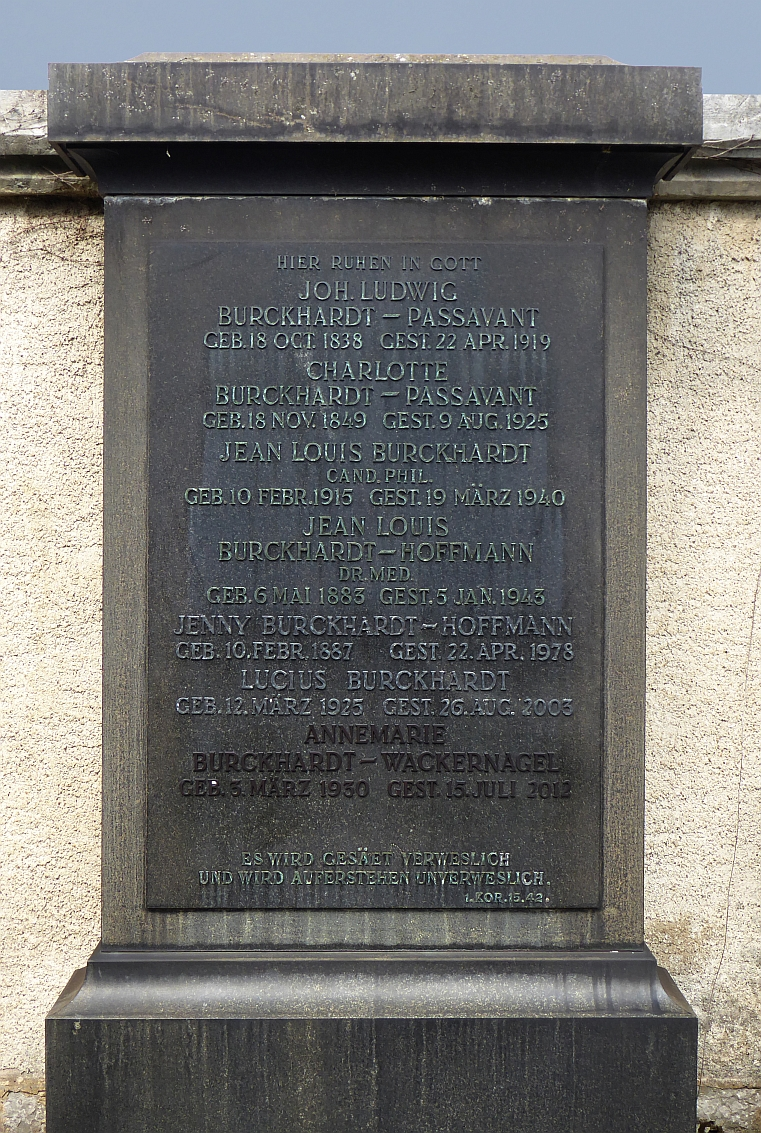
Grab
von Lucius und Annemarie Burckhardt auf dem Friedhof Wolfgottesacker, Basel

Lucius  Burckhardt studierte zunächst Medizin, dann Nationalökonomie und Soziologie in Basel, promovierte dort 1955 zum Dr. phil. und war danach als wissenschaftlicher Mitarbeiter an der Sozialforschungsstelle an der Universität Münster in Dortmund tätig. Nach einer Gastdozentur an der Hochschule für Gestaltung Ulm 1959 übernahm er von 1961 bis 1973 mehrere Lehraufträge und später Gastdozenturen für Soziologie an der Architekturabteilung der ETH Zürich. Darüber hinaus war er von 1962 bis 1972 Chefredaktor der Zeitschrift Werk.
1976 unternahm Lucius Burckhardt mit Studierenden der Universität Kassel seinen ersten «Urspaziergang» im Schlosspark Riede nahe Kassel, woraufhin er in den 1980er Jahren gemeinsam mit seiner Ehefrau auf der Grundlage seiner bisherigen Forschungen zu Soziologie und Urbanismus die Promenadologie entwickelte. Von 1976 bis 1983 war Lucius Burckhardt Erster Vorsitzender des Deutschen Werkbunds, ab 1972 lehrte er bis 1997 als Professor für Sozioökonomie urbaner Systeme im Fachbereich Architektur, Stadt- und Landschaftsplanung an der Gesamthochschule in Kassel. Er war korrespondierendes Mitglied der Deutschen Akademie für Städtebau und Landesplanung, Chevalier dans l’Ordre des Arts et des Lettres, Mitglied des Gründungsbeirates der Hochschule der Bildenden Künste Saar von 1987 bis 1989 und Gründungsdekan der Fakultät Gestaltung der Bauhaus-Universität Weimar von 1992 bis 1994.
Sein Werk wurde 1994 mit dem Hessischen Kulturpreis für herausragende Leistungen in den Bereichen der Wissenschaft, Ökologie und Ästhetik, mit dem Bundespreis für Förderer des Designs 1995 und dem Design Preis Schweiz 2001 gewürdigt.
Lucius Burckhardt und Annemarie Burckhardt, geborene Wackernagel (1930–2012), hatten 1955 geheiratet. Seine Ehefrau war Künstlerin und zugleich seine wichtigste Kollegin.

## Ausstellungen (Auswahl)
- documenta 14, Kassel, Athen

## Buchveröffentlichungen
- mit Markus Kutter: Wir selber bauen unsere Stadt. Ein Hinweis auf die Möglichkeiten staatlicher Baupolitik (= Basler politische Schriften. 1, ZDB-ID 2619692-X). F. Handschin, Basel 1953.
- mit Max Frisch und Markus Kutter: Achtung: die Schweiz. Ein Gespräch über unsere Lage und ein Vorschlag zur Tat. Ergebnis einer Diskussion (= Basler politische Schriften. 2). F. Handschin, Basel u. a. 1955.
- mit Max Frisch und Markus Kutter: Die neue Stadt. Beiträge zur Diskussion (= Basler politische Schriften. 3). F. Handschin, Basel 1956.
- Reise ins Risorgimento. Turin und die Einigung Italiens. Kiepenheuer & Witsch, Köln u. a. 1959.
- mit Walter Maria Förderer: Bauen ein Prozess. Niggli, Teufen 1968.
- als Herausgeber mit Annemarie Burckhardt und Diego Peverelli: Moderne Architektur in der Schweiz seit 1900. Verlag Werk, Winterthur 1969.
- Der Werkbund in Deutschland, Österreich und der Schweiz. Form ohne Ornament. Deutsche Verlags-Anstalt, Stuttgart 1978, ISBN 3-421-02529-0 (übersetzt ins Italienische, Französische, Englische).
- als Herausgeber mit Michael Andritzky und Ot Hoffmann: Für eine andere Architektur. Eine Publikation des Deutschen Werkbundes. 2 Bände. Fischer-Taschenbuch-Verlag, Frankfurt am Main 1981;
  - Band 1: Bauen mit der Natur und in der Region (= Magazin Brennpunkte 21 = Fischer. 4043). ISBN 3-596-24043-3;
  - Band 2: Selbstbestimmt bauen und wohnen (= Magazin Brennpunkte 22 = Fischer. 4044). ISBN 3-596-24044-1.
- Die Kinder fressen ihre Revolution. Wohnen – Planen – Bauen – Grünen. Herausgegeben von Bazon Brock. DuMont, Köln 1985, ISBN 3-7701-1718-2.
- Design ist unsichtbar. Herausgegeben von Hans Höger. Cantz, Ostfildern 1995, ISBN 3-89322-765-2.
- Wer plant die Planung? Architektur, Politik und Mensch. Herausgegeben von Jesko Fezer und Martin Schmitz. Martin Schmitz, Berlin 2004, ISBN 3-927795-39-9.
- Warum ist Landschaft schön? Die Spaziergangswissenschaft. Herausgegeben von Markus Ritter und Martin Schmitz. Martin Schmitz, Berlin 2006, ISBN 3-927795-42-9.
- Design ist unsichtbar. Entwurf, Gesellschaft, Pädagogik. Herausgegeben von Silvan Blumenthal und Martin Schmitz. Martin Schmitz, Berlin 2012, ISBN 978-3-927795-61-7.
- Lucius Burckhardt Writings. Rethinking Man-made Environments. Politics, Landscapes & Design. Herausgegeben von Jesko Fezer und Martin Schmitz. Springer, Wien u. a. 2012, ISBN 978-3-7091-1256-4.
- Der kleinstmögliche Eingriff oder die Rückführung der Planung auf das Planbare. Herausgegeben von Markus Ritter und Martin Schmitz. Martin Schmitz, Berlin 2013, ISBN 978-3-927795-66-2.